# 一般放送事業者
一般放送事業者（いっぱんほうそうじぎょうしゃ）は、放送事業者の一種である。
全面改正された放送法令の2011年（平成23年）6月30日施行に伴い、従前と大きく意味が変わった。
本記事で主として述べるのはこの施行後のものである。

## 定義
放送法第2条第25号に「第126条第1項の登録を受けた者及び第133条第1項の規定による届出をした者」と定義している。
関連する定義として
- 第2条第26号に「放送事業者」を「基幹放送事業者及び一般放送事業者」
- 第2条第2号に「基幹放送事業者」を「電波法の規定[注 1]により放送をする無線局に専ら又は優先的に割り当てられるものとされた周波数の電波を使用する放送」

がある。

## 概要
定義を敷衍してわかるとおり、放送専用に又は優先して割り当てられる周波数により放送を行う事業者以外の放送事業者をいう。
この「放送」とは、従前は無線通信によるもののみであったが改正放送法令では有線電気通信によるものをも包含するものとなった。
ここで総務省令放送法施行規則第2条では、一般放送を衛星一般放送、有線一般放送、地上一般放送の三種類に区分している。
これにより一般放送事業者も三区分される。
また、定義に見るとおり、一般放送事業者は総務大臣の登録又は総務大臣もしくは都道府県知事への届出をも要する。
登録一般放送事業者となるのは放送法施行規則第133条に規定する次のものである。
1. 衛星一般放送事業者
2. 有線放送施設に係る引込端子の数が501以上の規模の有線一般放送事業者（有線ラジオ放送事業者を除く。）

その他の事業者は届出一般放送事業者となる。
これらの関係は図のようになる。
```
放送法　　　　　　登録一般放送事業者　　　　　　　　　　　　　届出一般放送事業者
　　　　　　　　　　┃　　　　　┃　　　　　　　　　　　　　　　┃　　　　　┃
　　　　　　　　　　┃          ┗━━━━┓        　┏━━━━┛　　　　　┃
放送法施行規則　　衛星一般放送事業者　　有線一般放送事業者　　地上一般放送事業者

```

登録一般放送事業者は番組基準の制定および放送番組審議会の設置が義務付けられる。
基幹放送事業者ではないのでマスメディア集中排除原則は適用されない。
また、原則として外資規制も適用されない。

### 業務区域
一般放送を営もうとする者は、登録又は届出にあたり提出する書類に業務区域の記載を要する。
これは一般放送の役務を提供する地域のことであり、有線一般放送では加入申込みを遅滞なく受諾できる地域をいう。

### 一般放送事業者登録簿
放送法第127条第1項により、総務大臣は登録の申請があつた場合においては、登録を拒否する場合を除いて、一般放送事業者登録簿に登録しなければならないとしている。
登録する内容は、
1. 氏名又は名称及び住所並びに法人にあっては代表者の氏名
2. 一般放送の種類
3. 一般放送の業務に用いられる電気通信設備の概要
4. 業務区域
5. 登録年月日及び登録番号

以下、「平成22年法律第65号による放送法改正附則」を「附則」と略す。

## 衛星一般放送事業者
人工衛星局（衛星基幹放送局、衛星基幹放送試験局及び衛星基幹放送を行う実用化試験局を除く。）を用いて一般放送を行う事業者で、すべて登録一般放送事業者となる。
東経110度通信衛星以外の通信衛星を使用して衛星放送をする事業者で、従前は放送法に基づき一般衛星放送事業者と呼ばれていた一般衛星放送を委託する委託放送事業者および電気通信役務利用放送法に基づく衛星役務利用放送事業者が相当する。
一般衛星放送事業者は附則第8条第5項により、衛星役務利用放送事業者は附則第6条第1項により衛星一般放送事業者にみなされ登録されたものとされる。
放送用の無線局を保有しないので電波法による規制は受けない。

## 有線一般放送事業者
引用の送り仮名、促音の表記は原文ママ
有線電気通信を用いて一般放送を行う事業者である。
従前の有線テレビジョン放送法に基づく有線テレビジョン放送（いわゆるケーブルテレビ）、有線ラジオ放送業務の運用の規正に関する法律に基づく有線ラジオ放送、電気通信役務利用放送法に基づく有線役務利用放送と放送法以外の法令に規定していた事業者が相当する。
有線ラジオ放送事業者を除く有線放送施設に係る引込端子の数が501以上の規模の有線放送事業者は登録一般放送事業者に、それ以外は届出一般放送事業者になる。
有線テレビジョン放送事業者は附則第5条第1項により、有線ラジオ放送事業者は附則第4条第1項により、有線役務利用放送事業者は附則第6条第1項により有線一般放送事業者にみなされて登録され又は届け出たものとされる。

### 有線テレビジョン放送事業者
放送法施行規則第2条第6号に「有線電気通信設備を用いてテレビジョン放送の業務を行う一般放送事業者」と定義している。
従前は有線テレビジョン放送法施行規則に「有線テレビジョン放送の業務を行なう者」と定義していた。
ケーブルテレビ事業者のことであるが、放送法令上は従前の有線テレビジョン放送事業者とテレビジョンによる有線役務利用放送事業者とを統合したものである。

### 指定再放送事業者
放送法第140条第2項に「登録一般放送事業者であつて、市町村の区域を勘案して総務省令で定める区域の全部又は大部分において有線電気通信設備を用いてテレビジョン放送を行う者として総務大臣が指定する者」と規定している。
放送法第140条では、登録一般放送事業者である有線テレビジョン放送事業者の業務区域内で地上基幹放送であるテレビジョン放送に受信障害があれば、受信障害区域を放送対象地域に含む全てのテレビジョン放送を番組に変更を加えないで同時に再放送しなければならないとしている。
これを放送法施行規則第160条第1項第1号で義務再放送と規定している。
放送法第140条ではまた、第11条に規定する再放送の同意は不要であるとし、指定再放送事業者は義務再放送のみ提供できる契約約款を定めるなど受信者の利益を確保するよう努めなければならないとしている。

### 小規模施設特定有線一般放送事業者
放送法第133条第2項に「小規模施設特定有線一般放送の業務に係る前条第1項の規定による届出をした一般放送事業者」と規定している。
2016年（平成28年）4月1日に規定されたもので、
基幹放送の再放送をするのみ（区域外再放送や有料放送は除外）
施設の設置場所と業務区域が同一都道府県内
の有線一般放送の事業者に適用される。 届出をはじめ資料要求、報告徴収および立入検査等の権限が、総務大臣から都道府県知事へ移譲されたことによる。

## 地上一般放送事業者
衛星一般放送及び有線一般放送以外の一般放送を行う事業者、すなわち、基幹放送用以外の地上波を使用する放送事業者のことで、改正放送法令の施行直後の放送法施行規則改正
により追加されたものですべて届出一般放送事業者となる。
従前に相当する事業者は無い。
制定時に規定された地上一般放送はエリア放送で、これを実施するには電波法第4条による地上一般放送局の免許を取得することも必要となる。
但し、地上基幹放送と同様に、地上一般放送局の免許人が自ら地上一般放送事業者として実施することも、地上一般放送局の免許人が届出有線一般放送事業者と共同して実施することもできる。
地上一般放送局の免許人は電波法に基づき一般無線業務と同様の外資規制を受ける。

## 登録民間事業者数の推移
登録民間事業者とは、日本放送協会（NHK）または放送大学学園（学園）以外の登録一般放送事業者を意味する。
| 年度 | 衛星一般放送 (旧一般衛星放送) | 自主放送を行うケーブルテレビ                    | 自主放送を行うケーブルテレビ |
| 年度 | 衛星一般放送 (旧一般衛星放送) | 旧許可施設による放送 (自主放送を行う者に限る。) | 旧有線役務利用放送           |
| --- | ----------------------------- | ----------------------------------------------- | ---------------------------- |
| 平成13年度末 | 114                           | 516                                             | －                           |
| 平成14年度末 | 105                           | 526                                             | 2                            |
| 平成15年度末 | 105                           | 562                                             | 9                            |
| 平成16年度末 | 107                           | 537                                             | 11                           |
| 平成17年度末 | 107                           | 519                                             | 16                           |
| 平成18年度末 | 104                           | 516                                             | 17                           |
| 平成19年度末 | 103                           | 517                                             | 19                           |
| 平成20年度末 | 96                            | 515                                             | 21                           |
| 平成21年度末 | 91                            | 517                                             | 23                           |
| 平成22年度末 | 91                            | 502                                             | 26                           |
| 平成23年度末 | 82                            | 556                                             | 556                          |
| 平成24年度末 | 65                            | 545                                             | 545                          |
| 平成25年度末 | 45                            | 539                                             | 539                          |
| 平成26年度末 | 7                             | 520                                             | 520                          |
| 平成27年度末 | 5                             | 510                                             | 510                          |
| 平成28年度末 | 4                             | 508                                             | 508                          |
| 平成29年度末 | 4                             | 504                                             | 504                          |
| 平成30年度末 | 4                             | 492                                             | 492                          |
| 平成31/令和元年度末 | 4                             | 471                                             | 471                          |
| 令和2年度末 | 4                             | 464                                             | 464                          |
| 令和3年度末 | 4                             | 464                                             | 464                          |
| 令和4年度末 | 4                             | 456                                             | 456                          |
| 令和5年度末 | 3                             | （非掲載）                                      | （非掲載）                   |
| 注1 旧許可施設による放送とは、有線テレビジョン放送法による許可施設事業者 注2 旧有線役務利用放送とは、電気通信役務利用放送法による登録事業者 情報通信白書の各年版による。 |                               |                                                 |                              |

## 従前の定義
放送法の全面改正以前は第2条第3号の3に、また「放送事業者」が同条第3号の2に定義されていた。
下記のような変遷があったが、その意味するところはいわゆる民間放送事業者のことであった。
日本の民間放送も参照。
1950年（昭和25年）　放送法が制定され、第3章 一般放送事業者の条文中に「一般放送事業者」を「協会以外の放送事業者」と規定していた。
- 「協会」とは日本放送協会のことであり「放送事業者」も第1章 総則の条文中に「電波法の規定により放送局の免許を受けた者」と規定していた。

1988年（昭和63年）　「日本放送協会及び放送大学学園以外の放送事業者」と第2条に定義された。

- 「放送事業者」も第2条に定義された。

以後も放送事業者の定義は委託放送事業者の態様の変遷等に伴い変更はあったものの、一般放送事業者が公共放送である日本放送協会または放送大学学園以外の放送局（現地上基幹放送局）を保有する放送事業者を指すことは変わらなかった。

これにより、旧一般放送事業者は民間特定地上基幹放送事業者と呼ばれる。